# Larks' Tongues in Aspic
Larks' Tongues in Aspic là album phòng thu thứ năm của ban nhạc progressive rock người Anh King Crimson, phát hành năm 1973. Album này ra mắt "phiên bản" thứ ba của King Crimson, gồm tay guitar/trưởng nhóm Robert Fripp và các thành viên mới John Wetton (hát, bass), David Cross (violin, Mellotron), Jamie Muir (bộ gõ), và Bill Bruford (trống). Đây cũng là một album quan trọng cho sự phát triển của ban nhạc, mang đến những ảnh hưởng của nhạc cổ điển Đông Âu và sự ứng tác tự do.

## Bối cảnh và thông tin
Vào cuối tour quảng bá cho album trước của King Crimson, Islands, Fripp rời hãng đĩa cùng ba thành viên khác (Mel Collins, Boz Burrell và Ian Wallace). Năm 1972 cũng chứng kiến việc người viết lời và đồng chỉ đạo nghệ thuật của ban nhạc Peter Sinfield bị sa thải.
Để theo đuổi những ý tưởng mới, Fripp tuyển mộ tay guitar bass John Wetton, một người bạn lâu năm của ban nhạc từng muốn tham gia ít nhất một lần trước đó nhưng đã trở thành thành viên của ban nhạc Family. Thành viên thứ hai là Jamie Muir, một nghệ sĩ chuyên chơi bộ gõ thử nghiệm ngẫu hứng tự do trước đó từng biểu diễn trong Music Improvisation Company (với Derek Bailey và Evan Parker), Assagai (với Alan Gowen) và Boris (với Don Weller và Jimmy Roche). Fripp còn mời tay trống Bill Bruford của Yes về chơi cho King Crimson, Bruford hâm mộ ban nhạc và đã rời Yes trước khi họ bắt đầu đi tour Close to the Edge (Bruford cảm thấy đã làm được tất cả những gì có thể cho Yes, và nghĩ rằng sự thiên về jazz của King Crimson sẽ giúp ông thỏa mãn các ý tưởng âm nhạc). Thành viên cuối cùng là David Cross, một nghệ sĩ violin rock và keyboard.
Album mở đầu với một bài nhạc không lời thử nghiệm tên "Larks' Tongues in Aspic (Part One)". Sau đó là ba ca khúc, "Book of Saturday", "Exiles" và "Easy Money", với phần lời được viết bởi Richard Palmer-James. Cuối cùng là hai bài không lời khác, "The Talking Drum" và "Larks' Tongues in Aspic (Part Two)". Các bài nhạc không lời trong album được ảnh hưởng nặng bởi jazz fusion, và vài phân đoạn còn có heavy metal. 

## Tiếp nhận
| Đánh giá chuyên môn | Đánh giá chuyên môn |
| Nguồn đánh giá      | Nguồn đánh giá      |
| Nguồn               | Đánh giá            |
| ------------------- | ------------------- |
| AllMusic            | [ 1 ]               |
| Robert Christgau    | B−                  |

Album đạt vị trí số 20 trên bảng xếp hạng tại Vương quốc Anh và số 61 trên bảng xếp hạng của Mỹ.
Bill Martin viết, "album progressive rock quan trọng nhất năm 1973 là... Larks' Tongues in Aspic." Martin còn viết thêm rằng ai nghe album này và Close to the Edge của Yes sẽ hiểu được "progressive rock là về điều gì". Bài đánh giá gốc của AllMusic rất tích cực, cho rằng mọi khía cạnh của sự chuyển tiếp từ jazz thành nhạc thử nghiệm là một thành công toàn diện. Họ còn cho rằng John Wetton là "ca sĩ/tay bass hay nhất từ khi Greg Lake rời nhóm."
Trong ấn bản đặc biệt của hai tại chí Q & Mojo Pink Floyd & The Story of Prog Rock, album được xếp ở vị trí số 22 trên danh sách "40 Cosmic Rock Albums".
Ban nhạc progressive metal Dream Theater và Murmur  cùng cover "Larks' Tongues in Aspic Pt. II". Bản cover xuất hiện trong phiên bản đặc biệt của Black Clouds & Silver Linings.

## Danh sách bài hát
| Mặt một | Mặt một                                       | Mặt một                                                          | Mặt một    |
| STT     | Nhan đề                                       | Sáng tác                                                         | Thời lượng |
| ------- | --------------------------------------------- | ---------------------------------------------------------------- | ---------- |
| 1.      | "Larks' Tongues in Aspic, Part One" (nhạc cụ) | David Cross, Robert Fripp, John Wetton, Bill Bruford, Jamie Muir | 13:36      |
| 2.      | "Book of Saturday"                            | Fripp, Wetton, Richard Palmer-James                              | 2:53       |
| 3.      | "Exiles"                                      | Cross, Fripp, Wetton, Palmer-James                               | 7:40       |

| Mặt hai | Mặt hai                                       | Mặt hai                             | Mặt hai    |
| STT     | Nhan đề                                       | Sáng tác                            | Thời lượng |
| ------- | --------------------------------------------- | ----------------------------------- | ---------- |
| 4.      | "Easy Money"                                  | Fripp, Wetton, Palmer-James         | 7:54       |
| 5.      | "The Talking Drum" (nhạc cụ)                  | Cross, Fripp, Wetton, Bruford, Muir | 7:26       |
| 6.      | "Larks' Tongues in Aspic, Part Two" (nhạc cụ) | Fripp                               | 7:07       |

| 2012 40th Anniversary Series re-issue alternative takes and mixes | 2012 40th Anniversary Series re-issue alternative takes and mixes | 2012 40th Anniversary Series re-issue alternative takes and mixes | 2012 40th Anniversary Series re-issue alternative takes and mixes |
| STT                                                               | Nhan đề                                                           | Sáng tác                                                          | Thời lượng                                                        |
| ----------------------------------------------------------------- | ----------------------------------------------------------------- | ----------------------------------------------------------------- | ----------------------------------------------------------------- |
| 1.                                                                | "Larks' Tongues in Aspic, Part One" (Alternative mix)             | Cross, Fripp, Wetton, Bruford, Muir                               | 11:14                                                             |
| 2.                                                                | "Book of Saturday" (Alternative take)                             | Fripp, Wetton, Palmer-James                                       | 2:56                                                              |
| 3.                                                                | "Exiles" (Alternative mix)                                        | Cross, Fripp, Wetton, Palmer-James                                |                                                                   |
| 4.                                                                | "Easy Money" (Jamie Muir solo)                                    | Muir                                                              |                                                                   |
| 5.                                                                | "The Talking Drum" (Alternative mix)                              | Cross, Fripp, Wetton, Bruford, Muir                               | 6:58                                                              |
| 6.                                                                | "Larks' Tongues in Aspic, Part Two" (Alternative mix)             | Fripp                                                             |                                                                   |
| 7.                                                                | "Easy Money" (Alternative take)                                   | Fripp, Wetton, Palmer-James                                       |                                                                   |

| 2012 40th Anniversary Series re-issue video content (Live in the Studio, Bremen, ngày 17 tháng 10 năm 1972) | 2012 40th Anniversary Series re-issue video content (Live in the Studio, Bremen, ngày 17 tháng 10 năm 1972) | 2012 40th Anniversary Series re-issue video content (Live in the Studio, Bremen, ngày 17 tháng 10 năm 1972) | 2012 40th Anniversary Series re-issue video content (Live in the Studio, Bremen, ngày 17 tháng 10 năm 1972) |
| STT | Nhan đề | Sáng tác | Thời lượng                                                                                                  |
| --- | --- | --- | --- |
| 1. | "The Rich Tapestry of Life" (Improv)                                                                        | Cross, Fripp, Wetton, Bruford, Muir                                                                         | 29:49 |
| 2. | "Exiles" | Cross, Fripp, Wetton, Palmer-James                                                                          | 7:52 |
| 3. | "Larks' Tongues in Aspic, Part One"                                                                         | Cross, Fripp, Wetton, Bruford, Muir                                                                         | 6:51 |
| 4. | "Larks' Tongues in Aspic, Part One" (as broadcast on Beat-Club)                                             | Cross, Fripp, Wetton, Bruford, Muir                                                                         | 6:51 |

| The Complete Recordings Discs 1 & 2 (Live at the Zoom Club, Frankfurt, 13 October. 1972) | The Complete Recordings Discs 1 & 2 (Live at the Zoom Club, Frankfurt, 13 October. 1972) | The Complete Recordings Discs 1 & 2 (Live at the Zoom Club, Frankfurt, 13 October. 1972) | The Complete Recordings Discs 1 & 2 (Live at the Zoom Club, Frankfurt, 13 October. 1972) |
| STT                                                                                      | Nhan đề                                                                                  | Sáng tác                                                                                 | Thời lượng                                                                               |
| ---------------------------------------------------------------------------------------- | ---------------------------------------------------------------------------------------- | ---------------------------------------------------------------------------------------- | ---------------------------------------------------------------------------------------- |
| 1.                                                                                       | "Larks' Tongues in Aspic (Part I)"                                                       | Cross, Fripp, Wetton, Bruford, Muir                                                      | 8:22                                                                                     |
| 2.                                                                                       | "Book of Saturday"                                                                       | Fripp, Wetton, Palmer-James                                                              | 3:16                                                                                     |
| 3.                                                                                       | "Zoom"                                                                                   | Cross, Fripp, Wetton, Bruford, Muir                                                      | 22:03                                                                                    |
| 4.                                                                                       | "Zoom Zoom" (Improv)                                                                     | Cross, Fripp, Wetton, Bruford, Muir                                                      | 44:48                                                                                    |
| 5.                                                                                       | "Easy Money"                                                                             | Fripp, Wetton, Palmer-James                                                              | 4:08                                                                                     |
| 6.                                                                                       | "Fallen Angel" (Improv)                                                                  | Cross, Fripp, Wetton, Bruford, Muir                                                      | 4:12                                                                                     |
| 7.                                                                                       | "Z'Zoom" (Improv)                                                                        | Cross, Fripp, Wetton, Bruford, Muir                                                      | 4:47                                                                                     |
| 8.                                                                                       | "Exiles"                                                                                 | Cross, Fripp, Wetton, Palmer-James                                                       | 8:36                                                                                     |
| 9.                                                                                       | "The Talking Drum"                                                                       | Cross, Fripp, Wetton, Bruford, Muir                                                      | 6:13                                                                                     |
| 10.                                                                                      | "Larks' Tongues in Aspic (Part II)"                                                      | Fripp                                                                                    | 8:37                                                                                     |

| The Complete Recordings Discs 4 & 5 (Hull Technical College, Kingston upon Hull, ngày 10 tháng 11 năm 1972) | The Complete Recordings Discs 4 & 5 (Hull Technical College, Kingston upon Hull, ngày 10 tháng 11 năm 1972) | The Complete Recordings Discs 4 & 5 (Hull Technical College, Kingston upon Hull, ngày 10 tháng 11 năm 1972) | The Complete Recordings Discs 4 & 5 (Hull Technical College, Kingston upon Hull, ngày 10 tháng 11 năm 1972) |
| STT | Nhan đề | Sáng tác | Thời lượng                                                                                                  |
| --- | --- | --- | --- |
| 1. | "Walk On (No Pussyfooting)"                                                                                 | Fripp, Brian Eno                                                                                            | 2:05 |
| 2. | "Larks' Tongues in Aspic (Part I)"                                                                          | Cross, Fripp, Wetton, Bruford, Muir                                                                         | 10:09 |
| 3. | "Book of Saturday"                                                                                          | Fripp, Wetton, Palmer-James                                                                                 | 3:23 |
| 4. | "RF Announcement"                                                                                           | Fripp | 1:41 |
| 5. | "Vista Training College Under Spotlight" (Improv)                                                           | Cross, Fripp, Wetton, Bruford, Muir                                                                         | 29:31 |
| 6. | "Exiles" | Cross, Fripp, Wetton, Palmer-James                                                                          | 7:52 |
| 7. | "Easy Money"                                                                                                | Fripp, Wetton, Palmer-James                                                                                 | 7:21 |
| 8. | "Fallen Angel Hullabaloo" (Improv)                                                                          | Cross, Fripp, Wetton, Bruford, Muir                                                                         | 9:22 |
| 9. | "The Talking Drum"                                                                                          | Cross, Fripp, Wetton, Bruford, Muir                                                                         | 4:49 |
| 10. | "Larks' Tongues in Aspic (Part II)"                                                                         | Fripp | 10:03 |
| 11. | "21st Century Schizoid Man"                                                                                 | Fripp, Ian McDonald, Greg Lake, Michael Giles, Peter Sinfield                                               | 7:37 |
| 12. | "John Wetton interview"                                                                                     | Wetton | 8:53 |

| The Complete Recordings Disc 6 (Guildford Civic Hall, Guildford, ngày 13 tháng 11 năm 1972) | The Complete Recordings Disc 6 (Guildford Civic Hall, Guildford, ngày 13 tháng 11 năm 1972) | The Complete Recordings Disc 6 (Guildford Civic Hall, Guildford, ngày 13 tháng 11 năm 1972) | The Complete Recordings Disc 6 (Guildford Civic Hall, Guildford, ngày 13 tháng 11 năm 1972) |
| STT                                                                                         | Nhan đề                                                                                     | Sáng tác                                                                                    | Thời lượng                                                                                  |
| ------------------------------------------------------------------------------------------- | ------------------------------------------------------------------------------------------- | ------------------------------------------------------------------------------------------- | ------------------------------------------------------------------------------------------- |
| 1.                                                                                          | "Larks' Tongues in Aspic (Part I)"                                                          | Cross, Fripp, Wetton, Bruford, Muir                                                         | 8:57                                                                                        |
| 2.                                                                                          | "Book of Saturday (Daily Games)"                                                            | Fripp, Wetton, Palmer-James                                                                 | 3:24                                                                                        |
| 3.                                                                                          | "RF Announcement"                                                                           | Fripp                                                                                       | 0:59                                                                                        |
| 4.                                                                                          | "All That Glitters Is Not Nail Polish" (Improv)                                             | Cross, Fripp, Wetton, Bruford, Muir                                                         | 25:39                                                                                       |
| 5.                                                                                          | "Exiles"                                                                                    | Cross, Fripp, Wetton, Palmer-James                                                          | 2:55                                                                                        |
| 6.                                                                                          | "A Deniable Bloodline" (Improv)                                                             | Cross, Fripp, Wetton, Bruford, Muir                                                         | 0:43                                                                                        |

| The Complete Recordings Disc 7 (New Theatre Oxford, Oxford, ngày 25 tháng 11 năm 1972) | The Complete Recordings Disc 7 (New Theatre Oxford, Oxford, ngày 25 tháng 11 năm 1972) | The Complete Recordings Disc 7 (New Theatre Oxford, Oxford, ngày 25 tháng 11 năm 1972) | The Complete Recordings Disc 7 (New Theatre Oxford, Oxford, ngày 25 tháng 11 năm 1972) |
| STT                                                                                    | Nhan đề                                                                                | Sáng tác                                                                               | Thời lượng                                                                             |
| -------------------------------------------------------------------------------------- | -------------------------------------------------------------------------------------- | -------------------------------------------------------------------------------------- | -------------------------------------------------------------------------------------- |
| 1.                                                                                     | "Larks' Tongues in Aspic (Part I)"                                                     | Cross, Fripp, Wetton, Bruford, Muir                                                    | 14:00                                                                                  |
| 2.                                                                                     | "RF Announcement"                                                                      | Fripp                                                                                  | 2:28                                                                                   |
| 3.                                                                                     | "Book of Saturday"                                                                     | Fripp, Wetton, Palmer-James                                                            | 2:52                                                                                   |
| 4.                                                                                     | "A Boolean Melody Medley" (Improv)                                                     | Cross, Fripp, Wetton, Bruford, Muir                                                    | 19:42                                                                                  |
| 5.                                                                                     | "Exiles"                                                                               | Cross, Fripp, Wetton, Palmer-James                                                     | 7:06                                                                                   |

| The Complete Recordings Disc 8 (Green's Playhouse, Glasgow, ngày 1 tháng 12 năm 1972) | The Complete Recordings Disc 8 (Green's Playhouse, Glasgow, ngày 1 tháng 12 năm 1972) | The Complete Recordings Disc 8 (Green's Playhouse, Glasgow, ngày 1 tháng 12 năm 1972) | The Complete Recordings Disc 8 (Green's Playhouse, Glasgow, ngày 1 tháng 12 năm 1972) |
| STT                                                                                   | Nhan đề                                                                               | Sáng tác                                                                              | Thời lượng                                                                            |
| ------------------------------------------------------------------------------------- | ------------------------------------------------------------------------------------- | ------------------------------------------------------------------------------------- | ------------------------------------------------------------------------------------- |
| 1.                                                                                    | "Larks' Tongues in Aspic (Part I)"                                                    | Cross, Fripp, Wetton, Bruford, Muir                                                   | 11:16                                                                                 |
| 2.                                                                                    | "RF Announcement Book of Saturday"                                                    | Fripp Fripp, Wetton, Palmer-James                                                     | 2:12 2:52                                                                             |
| 3.                                                                                    | "A Vinyl Hobby Job" (Improv)                                                          | Cross, Fripp, Wetton, Bruford, Muir                                                   | 20:35                                                                                 |
| 4.                                                                                    | "Exiles"                                                                              | Cross, Fripp, Wetton, Palmer-James                                                    | 7:35                                                                                  |
| 5.                                                                                    | "Easy Money"                                                                          | Fripp, Wetton, Palmer-James                                                           | 10:04                                                                                 |
| 6.                                                                                    | "Behold! Blond Bedlam" (Improv)                                                       | Cross, Fripp, Wetton, Bruford, Muir                                                   | 6:04                                                                                  |

| The Complete Recordings Disc 9 (Portsmouth Guildhall, Portsmouth, ngày 15 tháng 12 năm 1972) | The Complete Recordings Disc 9 (Portsmouth Guildhall, Portsmouth, ngày 15 tháng 12 năm 1972) | The Complete Recordings Disc 9 (Portsmouth Guildhall, Portsmouth, ngày 15 tháng 12 năm 1972) | The Complete Recordings Disc 9 (Portsmouth Guildhall, Portsmouth, ngày 15 tháng 12 năm 1972) |
| STT                                                                                          | Nhan đề                                                                                      | Sáng tác                                                                                     | Thời lượng                                                                                   |
| -------------------------------------------------------------------------------------------- | -------------------------------------------------------------------------------------------- | -------------------------------------------------------------------------------------------- | -------------------------------------------------------------------------------------------- |
| 1.                                                                                           | "Book of Saturday"                                                                           | Fripp, Wetton, Palmer-James                                                                  | 2:57                                                                                         |
| 2.                                                                                           | "An Edible Bovine Dynamo" (Improv)                                                           | Cross, Fripp, Wetton, Bruford, Muir                                                          | 8:55                                                                                         |
| 3.                                                                                           | "Exiles"                                                                                     | Cross, Fripp, Wetton, Palmer-James                                                           | 6:47                                                                                         |
| 4.                                                                                           | "Easy Money"                                                                                 | Fripp, Wetton, Palmer-James                                                                  | 9:38                                                                                         |
| 5.                                                                                           | "Ahoy! Modal Mania" (Improv)                                                                 | Cross, Fripp, Wetton, Bruford, Muir                                                          | 16:06                                                                                        |
| 6.                                                                                           | "The Talking Drum"                                                                           | Cross, Fripp, Wetton, Bruford, Muir                                                          | 3:22                                                                                         |
| 7.                                                                                           | "Larks' Tongues in Aspic (Part II)"                                                          | Fripp                                                                                        | 7:28                                                                                         |
| 8.                                                                                           | "21st Century Schizoid Man"                                                                  | Fripp, McDonald, Lake, Giles, Sinfield                                                       | 8:52                                                                                         |

| The Complete Recordings Disc 10 (Session Reels) | The Complete Recordings Disc 10 (Session Reels) | The Complete Recordings Disc 10 (Session Reels) | The Complete Recordings Disc 10 (Session Reels) |
| STT                                             | Nhan đề                                         | Sáng tác                                        | Thời lượng                                      |
| ----------------------------------------------- | ----------------------------------------------- | ----------------------------------------------- | ----------------------------------------------- |
| 1.                                              | "Keep That One, Nick"                           | Cross, Fripp, Wetton, Bruford, Muir             | 79:16                                           |

| The Complete Recordings Disc 11 bonus tracks (US promo EP) | The Complete Recordings Disc 11 bonus tracks (US promo EP) | The Complete Recordings Disc 11 bonus tracks (US promo EP) | The Complete Recordings Disc 11 bonus tracks (US promo EP) |
| STT                                                        | Nhan đề                                                    | Sáng tác                                                   | Thời lượng                                                 |
| ---------------------------------------------------------- | ---------------------------------------------------------- | ---------------------------------------------------------- | ---------------------------------------------------------- |
| 7.                                                         | "Hoa Kỳ Radio Ad"                                          |                                                            | 0:58                                                       |
| 8.                                                         | "Easy Money" (Edited version)                              | Fripp, Wetton, Palmer-James                                | 5:02                                                       |
| 9.                                                         | "Exiles" (Edited version)                                  | Cross, Fripp, Wetton, Palmer-James                         | 3:02                                                       |
| 10.                                                        | "Larks' Tongues in Aspic (Part II)"                        | Fripp                                                      | 7:12                                                       |

| The Complete Recordings Downloadable Content (Rainbow Theatre, Finsbury Park, London, Anh, ngày 13 tháng 12 năm 1972) | The Complete Recordings Downloadable Content (Rainbow Theatre, Finsbury Park, London, Anh, ngày 13 tháng 12 năm 1972) | The Complete Recordings Downloadable Content (Rainbow Theatre, Finsbury Park, London, Anh, ngày 13 tháng 12 năm 1972) | The Complete Recordings Downloadable Content (Rainbow Theatre, Finsbury Park, London, Anh, ngày 13 tháng 12 năm 1972) |
| STT | Nhan đề | Sáng tác | Thời lượng |
| --- | --- | --- | --- |
| 1. | "Larks' Tongues in Aspic (Part I)"                                                                                    | Cross, Fripp, Wetton, Bruford, Muir                                                                                   | 14:42 |
| 2. | "RF Announcement" | Fripp | 2:31 |
| 3. | "Book of Saturday" | Fripp, Wetton, Palmer-James                                                                                           | 2:48 |
| 4. | "Yeah a Vile Limey Body" (Improv)                                                                                     | Cross, Fripp, Wetton, Bruford, Muir                                                                                   | 14:50 |
| 5. | "Exiles" | Cross, Fripp, Wetton, Palmer-James                                                                                    | 6:05 |
| 6. | "Easy Money" | Fripp, Wetton, Palmer-James                                                                                           | 9:15 |
| 7. | "Abominable Ballyhoo" (Improv)                                                                                        | Cross, Fripp, Wetton, Bruford, Muir                                                                                   | 12:53 |
| 8. | "The Talking Drum" | Cross, Fripp, Wetton, Bruford, Muir                                                                                   | 7:17 |
| 9. | "Larks' Tongues in Aspic (Part II)"                                                                                   | Fripp | 6:23 |
| 10. | "21st Century Schizoid Man"                                                                                           | Fripp, McDonald, Lake, Giles, Sinfield                                                                                | 7:53 |

## Thành phần tham gia
King Crimson
- Robert Fripp – guitars, Mellotron, piano điện, devices
- John Wetton – bass, hát, piano trong "Exiles"
- Bill Bruford – trống
- David Cross – violin, viola, Mellotron, piano điện, sáo trong "Exiles"[7]
- Jamie Muir – bộ gõ, allsorts

Thành phần khác
- Richard Palmer-James – lời bài hát
- Nick Ryan – kỹ thuật